# エアスピード クイーン・ワスプ
エアスピード クイーン・ワスプ
Airspeed Queen Wasp, c. 1939
- 用途：ターゲット・ドローン
- 分類：無人航空機
- 製造者：エアスピード
- 運用者：イギリス空軍
- 初飛行：1937年
- 生産数：5機（追加の5機は未完成）
- 運用開始：1937年

エアスピード クイーン・ワスプ（Airspeed AS.30 Queen Wasp）は、第二次世界大戦中にポーツマスにあるエアスピード社で製作されたイギリスのターゲット・ドローンである。
イギリス空軍とイギリス海軍の双方で使用する予定であったが量産には入れなかった。

## 設計と開発
クイーン・ワスプはデ・ハビランド DH.82 タイガー・モスを基にした無人標的機のデ・ハビランド クイーン・ビー（de Havilland Queen Bee）の代替機を求める航空省要求仕様 Q.32/35に応じて製作された。1936年5月に空軍で使用する車輪式降着装置付きと海軍が洋上での対空射撃訓練で使用するフロート付きの各々1機の試作機2機が発注された。試験飛行プログラムの成功を条件としてアームストロング・シドレー チーター エンジン搭載の合計65機が発注された。
クイーン・ワスプは鋭い先細り形の主翼と羽布張りの動翼を持つ木製構造の単発複葉機であった。無線操縦装置が作動していない時に有人で操縦できるように密閉式キャビンには1名分の座席が用意されていた。無線とバッテリーの作動が確実に途切れないようにするための幾つものバックアップ用安全機器を備えた無線操縦装置は複雑なものとなっていて、受信用垂下アンテナは離陸後に引き出され、このアンテナが自重で滑走路に触れると作動し始める自動着陸装置として機能した。乱気流を伴う天候下でのこの装置の鋭敏さにより、着陸進入を始める前に別の代替信号を使用せねばならなかった。
陸上機型は1937年6月11日に、水上機型は10月19日に初飛行を行った。水上機型は同年11月にHMS ペガサス艦上からのカタパルト射出に成功した。

## 運用の歴史
試験飛行でクイーン・ワスプの出力不足とメーカーのショート社でフロートの改設計が必要なほど水上での取り扱いが困難であることが判明した。10機（P5441–P5450）の生産が始まったが3機のみが完成して空軍に引き渡された。
エアスピード社はAS.38 連絡機や航空省要求仕様T.24/40に応じたAS.50 練習機といったクイーン・ワスプから派生した数多くの機体を提案したがどれも成功しなかった。

## 運用
イギリス
- イギリス空軍
- イギリス海軍

## 要目（陸上機型）
諸元
- 全長: 7.42 m （24 ft 4 in）
- 全高: 3.07 m （10 ft 1 in）
- 翼幅: 9.45 m（31 ft 0 in）
- 最大離陸重量: 1,588 kg （3,500 lb）
- 動力: アームストロング・シドレー チーター 空冷エンジン 星型エンジン、261 kW （350 hp）   × 1

性能
- 最大速度: 277 km/h  172 mph
- 実用上昇限度: 6,100 m （20,000 ft）